# Fannia falcata
Fannia falcata är en tvåvingeart som beskrevs av Chillcott 1961. Fannia falcata ingår i släktet Fannia och familjen takdansflugor. Inga underarter finns listade i Catalogue of Life.